# Bauhaus
Bauhaus je bila škola za arhitekturu i primijenjenu umjetnost u Njemačkoj (1919. – 1933.), gdje nastaju pokušaji ostvarenja sinteze autonomne umjetnosti i oblikovanja upotrebnih predmeta – dizajn. Riječ ”Bauhaus“ u prijevodu bi mogla značiti "kućogradnja" ili gradnja doma. Školu je osnovao arhitekt Walter Gropius 1919. godine u Weimaru, te se preselila u Dessau i tamo trajala do 1933. godine. Za to vrijeme škola je izvršila revoluciju u arhitekturi i estetskim konceptima, kao i u praksi. Građevine koje su izgradili ili ukrasili profesori ove škole (Walter Gropius, Hannes Meyer, Laslo Móholy-Nágy i Vasilij Kandinski) snažno su utjecale na modernu arhitekturu 20. stoljeća. Od 1996. godine, zgrade Bauhausa u Weimaru (Škola umjetničkih zanata Weimar) i Dessau (Bauhaus Dessau) upisane su na UNESCOv popis mjesta svjetske baštine u Europi, što je prošireno 2017. godine tako da uključuje građevine kao što su „zgrade s balkonskim prilazom u Dessauu” i ADGB škola u Bernau bei Berlinu.

## Povijest
Krajem 19. st. u Engleskoj se javlja ideja o povezivanju umjetnika i industrijske proizvodnje kako bi se uljepšali industrijski proizvodi, a uništili imitacije i kič. Spajanje "umjetnosti i obrta" pokrenuo je u Engleskoj William Morris (Arts and Crafts) već krajem 19. st., ali su njihovi proizvodi bili individualni i bogato dekorirani, dakle nisu bili u skladu s modernim nastojanjima. Pod njegovim utjecajem 1907. u Münchenu je osnovan Njemački savez obrtnih i industrijskih proizvođača (Deutsche Werkbund). Jedna od struja u tom udruženju težila je standardizaciji (ujednačavanju) industrijskih proizvoda najbolje prilagođenih namjeni, te novim materijalima i tehnikama.

#### Weimar
Djelatnost Werkbunda unapređuje i razvija Walter Gropius, te osniva specijaliziranu školu za istodobno bavljenje svim vrstama oblikovanja – Bauhaus, 1919. u Weimaru, gdje su tada na vlasti bili socijal-demokrati, (Weimarska Republika). S vrhunskim umjetnicima i izvrsnim pedagozima (L. Feininger, G. Mucha, Paul Klee, Oskar Schlemmer, Vasilij Kandinski, Laslo Móholy-Nágy itd.) vodio je dva tečaja: - materijali i tehnike obrade (ručne i strojne); – crtanje, projektiranje i teorija oblika. 
Škola je djelovala u tri Njemačka grada; Weimaru ( od 1919. do 1925.), Dessau ( od 1925. do 1932.) i Berlinu ( od 1932. do 1933.), pod ravnanjem tri različita arhitekta, direktora: Walter Gropius ( od 1919. do 1927.), Hannes Meyer (od 1927. do 1930.) i Ludwig Mies van der Rohe od ( 1930. do 1933.), tada su školu zatvorili nacisti. Promjene direktora, rezultirale su i promjenama programa, tehnikama, nastavnicima i političkim oprijedjeljenjima škole. Prilikom preseljenja u Dessau, ukinut je keramičarski odjel, za ravnateljsva Miesa škola je pretvorena u privatnu školu, a pristalicama bivšeg ravnatelja Hannesa Meyera, zabranjen je rad u školi. 
Škola je napustila Weimar, radi gubitka potpore, koju su uživali za vrijeme vladavine socijal-demokrata.

#### Dessau
U Dessau je prema projektu Gropiusa, 1926. dovršena zgrada Bauhausa. Sama zgrada je prijelomno djelo moderne arhitekture u kojemu oblik slijedi namjenu (form follows function). 
Hannes Meyer koji je postao direktor, poslije Gropiusove ostavke 1928., donio je Bauhausu dvije najunosnije projektne narudžbe, obadvije postoje i danas, a to su: pet stambenih zgrada u gradu Dessau, i upravna zgrada Škole njemačke trgovačke unije (ADGB) u Bernau bei Berlinu. Meyer je inzistirao na egzaktnosti kalkulacija i prezentacija, prefabriciranim građevinskim elementima za smanjenje troškova gradnje, time je povećao broj narudžba za školu. Tako je škola pod njegovim ravnateljstvom prvi put ostvarila profit 1929. Ali Meyer je bio i uzročnik velikih sukoba na školi. Kao radikalni funkcionalist, on nije imao suviše razumijevanja za estetitizirane programe, i natjerao je Herberta Bayera, Marcela Breuera, i neke druge nastavnike da podnesu ostavke.
Kao deklarirani komunist, podržao je osnivanje studentske komunističke organizacije, i doveo školu u opasnu političku poziciju.  Time je, po mišljenju Gropiusa, ugrozio i sam opstanak škole, koji mu zbog toga uručio otkaz 1930.

#### Berlin
Od 1928. do 1930. izgrađen je kompleks poznat kao ADGB škola trgovačke unije u Bernau bei Berlinu, djelo arhitekta Hannesa Meyera, koji je drugi po veličini projekt Bauhausa poslije škole u Dessau.
Škola se 1932. seli iz Dessaua u Berlin, ali bauhausovce zbog njihova modernizma (ravni krov), internacionalizma, liberalizma i brige za čovjeka nacisti optužuju za komunizam i socijalni liberalizam. Po dolasku Hitlera na vlast, pritisak se pojačava, školu optužuju za kozmopolitski modernizam, utjecaj židova, i ne – njemački utjecaj i konačno zatvaraju školu u travnju, 1933. Mies van der Rohe je protjeran iz Njemačke, Gropius seli u Ameriku. Djela profesora i studenata Bauhausa snažno su utjecala na industrijsku proizvodnju i na razvoj industrijskog dizajna u Europi i Americi.
Mnogi izvanredni umjetnici su poučavali u Bauhausu:
| - Anni Albers - Josef Albers - Herbert Bayer - Marianne Brandt - Marcel Breuer - Avgust Černigoj - Lyonel Feininger - Naum Gabo - Walter Gropius - Ludwig Hilberseimer - Johannes Itten - Vasilij Kandinski - Paul Klee | - Hannes Meyer - Gerhard Marcks - Laslo Móholy-Nágy - Piet Mondrian - Georg Muche - Hinnerk Scheper - Oskar Schlemmer - Joost Schmidt - Lothar Schreyer - Naum Slutzky - Wolfgang Tumpel - Gunta Stölzl - Ludwig Mies van der Rohe - Max Bill |

## Djelatnost Bauhausa
Cilj te škole bio je stvaranje novog udruženja obrtnika-umjetnika pod vodstvom umjetnika-nastavnika u zajedničkom traganju, i s učiteljske i s učeničke strane, za novim tehnikama, novim materijalima i novim oblicima koje će se primjenjivati na arhitekturu, namještaj i uporabne predmete.
U Bauhausu su se održavali tečajevi stolarstva, tkalačkog i keramičkog zanata, slikarstva, grafike i fotografije.
Praktičnom su radu bili pridodani teorijski predmeti o percepciji i boji, i to prema programima vrlo naprednim za to vrijeme, s konačnim ciljem da u učenicima oslobode stvaralačku energiju.
Iz mnogostrukih kolektivnih aktivnosti koje je razvijao Bauhaus, u raspoloženju velikog zanosa, od zamisli do ostvarenja, proizlazi moderni industrijski dizajn.
Fotografija i grafika ponovno se otkrivaju u Bauhausu gdje se eksperimentira s beskonačnim mogućnostima vezanima uz upotrebu fotografskog aparata: kolaž, fotomontaža, dvostruka ekspozicija, uvećanje negativa i ostala tehnička sredstva koja su danas u svakodnevnoj upotrebi. Tipografski rez dobiva moderan izgled, uravnotežen i neukrašen.
Arhitektura, namještaj i razni predmeti dizajniraju se po načelu funkcionalnosti. Estetska vrijednost nekog predmeta mora proizlaziti iz savršenog stapanja oblika i funkcije. Cijela je Bauhausova produkcija obilježena najvećom mogućom jednostavnošću.
Prema shvaćanju Bauhausa, predmetima ne treba nadodavanje ukrasa koji bi skrivali ili popravljali ružne i bezoblične dijelove, nego treba te dijelove oblikovati na lijep, umjetnički način i predmet će biti lijep sam po sebi. Pod utjecajem pojedinih pravaca moderne umjetnosti (ekspresionizma, kubizma i osobito nekih grana apstraktne umjetnosti), koji su težili pojednostavljenjem i pronalazili nove oblike, oblikovanje uporabnih predmeta dobiva novo značenje – postizanje funkcionalnosti predmeta kao kreativan čin. Ideje Bauhausa poštuju se i danas u načelima industrijskog dizajna: jedinstvo namjene (funkcije), poštovanja materijala i procesa serijske proizvodnje.
Bauhaus je oblikovanje i kontroliranje plastično-prostorne okoline postavljao kao idealan cilj. Program Bauhausa je bio otkrivanje osnova kreativnosti, zatim humanizacija funkcija predmeta, racionaliziranje novih oblika i na kraju priprema za industrijsko oblikovanje. No društvo nije bilo zrelo da prihvati takve predmete i Bauhaus je ostao samo genijalna škola-priprema za budući industrijski dizajn.
Među hrvatskim umjetnicama koje su djelovale pod znatnim utjecajem Bauhausa, svakako valja spomenuti Stellu Skopal.

## Vanjske poveznice
- Bauhaus-arhiva u Berlinu.
- Zadužbina bauhaus dessau.
- Majstori arhitekture.
- Pregled Hotela Brandenburger Hof Berlin s Bauhaus namještajem.[neaktivna poveznica]
- Bauhaus škola.  Arhivirana inačica izvorne stranice od 16. prosinca 2018. (Wayback Machine)
- Bauhaus in America. Dokumentarac koji opisuje utecaj Bauhausa na arhitekturu u SAD-u.
- Bauhaus u Budimpešti.
- Studentski kratki film o kasnom Bauhausu iz 2006.
- Sjećanja jedne Bauhaus učenice.